# L. A. Law
L.A. Law (La ley de Los Ángeles, en España, y Se hará justicia, en Hispanoamérica) es una serie de televisión estadounidense que se emitió por la NBC desde 1986 a 1994. Se trata de un drama judicial en el que se abordaban una gran variedad de conflictos, reflejando así las distintas opiniones y posiciones de la sociedad de su época respecto a muchos temas diferentes.

## Formato
Los protagonistas de la serie eran los componentes de un prestigioso bufete de abogados, McKenzie, Brackman, Chaney y Kuzak, tanto sus miembros asociados, como los abogados contratados y algunos oficinistas. La serie combinaba en sus argumentos la labor profesional del bufete con las vidas y relaciones personales de los abogados, los empleados, los clientes y alguno de los jueces. En cada episodio generalmente se presentaba uno o dos casos judiciales, tanto penales como civiles, que los abogados preparaban y después se mostraba el desarrollo del juicio y sus repercusiones en los implicados hasta el fallo final, además de los sucesos cotidianos paralelos de la vida de los miembros del bufete. Esto permitía que se representaran toda clase de problemas y temas de interés social.

## Reparto
La plantilla fija original estaba constituida por: 
| Actor             | Personaje                                        |
| ----------------- | ------------------------------------------------ |
| Harry Hamlin      | Michael Kuzak (1986-91; temporadas 1-5)          |
| Susan Dey         | Grace Van Owen (1986-92; temporadas 1-6)         |
| Corbin Bernsen    | Arnie Becker (1986-94; temporadas 1-8)           |
| Jimmy Smits       | Victor Sifuentes (1986-91; temporadas 1-5)       |
| Jill Eikenberry   | Ann Kelsey (1986-94; temporadas 1-8)             |
| Alan Rachins      | Douglas Brackman, Jr. (1986-94; temporadas 1-8)  |
| Michele Greene    | Abigail Perkins "Abby" (1986-91; temporadas 1-5) |
| Michael Tucker    | Stuart Markowitz (1986-94; temporadas 1-8)       |
| Susan Ruttan      | Roxanne Melman (1986-93; temporadas 1-7)         |
| Richard A. Dysart | Leland McKenzie (1986-94; temporadas 1-8)        |

A lo largo de las ocho temporadas fueron apareciendo nuevos personajes que se unieron a la plantilla:
| Actor            | Personaje                                      |
| ---------------- | ---------------------------------------------- |
| Larry Drake      | Benny Stulwitz (1987-94; temporadas 2-8)       |
| Blair Underwood  | Jonathan Rollins (1987-94; temporadas 2-8)     |
| Dana Sparks      | Jennifer Kepler (1988-89; temporadas 3)        |
| Dann Florek      | Dave Meyer (1988-90; temporadas 3-4)           |
| Diana Muldaur    | Rosalind Shays (1989-91; temporadas 4-5)       |
| John Spencer     | Tommy Mullaney (1990-94; temporadas 5-8)       |
| Amanda Donohoe   | Cara Jean Lamb «C.J.»(1990-92; temporadas 5-6) |
| Cecil Hoffman    | Zoey Clemmons (1991-92; temporadas 5-6)        |
| Sheila Kelley    | Gwen Taylor (1990-93; temporadas 5-7)          |
| Conchata Ferrell | Susan Bloom (1991-92; temporada 6)             |
| Michael Cumpsty  | Frank Kittridge (1991-92; temporada 6)         |
| Adolfo Martinez  | Daniel Morales (1992-94; temporadas 7-8)       |
| Lisa Zane        | Melina Paros (1992-93; temporada 7)            |
| Alexandra Powers | Jane Halliday (1993-94; temporada 8)           |
| Alan Rosenberg   | Eli Levinson (1993-94; temporada 8)            |
| Debi Mazar       | Denise Ianello (1993-94; temporada 8)          |

## Premios
| Año  | Otorgó       | Premio                                                   |
| ---- | ------------ | -------------------------------------------------------- |
| 1987 | Emmy         | mejor serie dramática                                    |
| 1987 | Emmy         | mejor escenografía por el episodio The Venus Butterfly   |
| 1987 | Golden Globe | mejor serie dramática                                    |
| 1988 | Emmy         | mejor actor secundario para Larry Drake                  |
| 1988 | Emmy         | mejor montaje para el episodio Full Marital Jacket       |
| 1988 | Golden Globe | mejor serie dramática                                    |
| 1988 | Golden Globe | mejor actriz de serie dramática para Susan Dey           |
| 1989 | Emmy         | mejor serie dramática                                    |
| 1989 | Emmy         | mejor actor secundario para Larry Drake                  |
| 1989 | Golden Globe | Mejor actriz de serie dramática para Jill Eikenberry     |
| 1990 | Emmy         | mejor serie dramática                                    |
| 1990 | Emmy         | mejor escenografía para el episodio Blood, Sweat & Fears |
| 1990 | Emmy         | mejor actor secundario para Jimmy Smits                  |
| 1991 | Emmy         | mejor serie dramática                                    |
| 1991 | Emmy         | mejor escenografía para el episodio On The Toad Again    |
| 1992 | Emmy         | mejor actor secundario para Richard Dysart               |
| 1992 | Golden Globe | mejor actriz secundaria para Amanda Donohoe              |

## Emisión internacional
| País        | Emisor                         |
| ----------- | ------------------------------ |
| Chile       | Canal 13 (1987-1995)           |
| España      | TVE1 (1988-1996)               |
| México      | Televisa XHGC (1988)           |
| Colombia    | Caracol Televisión (1988-1999) |
| Puerto Rico | Telemundo PR (1989-2001)       |
| Venezuela   | Televen (1989-1992)            |
| El Salvador | Canal 12 (1987-2001)           |